# Кравченко, Иван Яковлевич
Ива́н Я́ковлевич Кра́вченко (10 октября 1905 — 8 апреля 1942) — советский офицер, участник советско-финской и Великой Отечественной войн. Герой Советского Союза (21.03.1940). Майор (1941), по другим данным полковник.
Один из организаторов обороны Тулы. С 30 октября по 1 ноября 1941 года войска Южного боевого участка города Тулы под командованием майора И. Я. Кравченко выдержали многочисленные танковые атаки немецкой 2-й танковой армии. Со 2 ноября части вермахта перешли к активной обороне и больше не предпринимали масштабных атак на Тулу.

## Биография

### Ранние годы
Родился 10 октября 1905 года в селе Студеники (ныне Переяслав-Хмельницкий район Киевской области Украины) в крестьянской семье. Украинец.
Окончил 5 классов сельской школы (по другим данным — 7 классов). Экзамены за среднюю школу сдал экстерном. Работал почтальоном.
В октябре 1927 года (в ряде публикаций указываются ошибочные данные о призыве в РККА в 1925 году) призван на военную службу в Красную Армию. Окончил полковую школу младших командиров 138-го стрелкового полка 46-й стрелковой дивизии Украинского военного округа в октябре 1928 года, после чего до октября 1930 года служил младшим командиром в этом полку. Затем направлен на учёбу. Окончил Киевскую пехотную школу в 1931 году и курсы «Выстрел» в 1933 году. Член ВКП(б) с 1932 года.
Начался его карьерный и профессиональный рост в качестве военного. С 1931 года продолжал службу в 46-й стрелковой дивизии: командир стрелкового взвода 137-го стрелкового полка, командир учебного взвода, командир-политрук роты, с мая 1937 — командир роты 136-го стрелкового полка. С марта 1938 — исполняющий должность начальника продовольственного снабжения 289-го стрелкового полка 97-й стрелковой дивизии Украинского ВО, с ноября 1938 — помощник командира и врид командира стрелкового батальона 69-го стрелкового полка этой дивизии. В сентябре 1939 года принимал участие в походе советских войск на Западную Украину.

### Советско-финская война
В декабре 1939 года капитан Кравченко был направлен на фронт советско-финской войны (1939—1940) и назначен на должность командира роты 245-го стрелкового полка 123-й стрелковой дивизии 7-й армии Северо-Западного фронта, капитан И. Я. Кравченко отличился в бою при прорыве укрепрайона 11 февраля 1940 года.
В бою, после гибели комбата, взял на себя командование батальоном и выполнил поставленную задачу по прорыву укреплённой обороны противника на участке Муоланъярви—Кархула, при этом захватив 5 дотов, 7 дзотов, 4 противотанковых орудия, 2 склада с вещевым имуществом и уничтожив много живой силы противника. Сам был тяжело ранен.
Указом Президиума Верховного Совета СССР от 21 марта 1940 года капитану Ивану Яковлевичу Кравченко присвоено звание Героя Советского Союза с вручением ордена Ленина и медали «Золотая Звезда» (№ 373).
После окончания войны в мае 1940 года назначен командиром 245-го стрелкового полка, но уже в июне направлен на учёбу в Военную академию РККА имени М. В. Фрунзе. Окончил её курс в июне 1941 года. Был назначен командиром 766-го стрелкового полка 217-й стрелковой дивизии. В начале 1941 года присвоено звание майора.

### Начало Великой Отечественной войны
С июня 1941 года — участник Великой Отечественной войны. В августе 1941 года назначен командиром 956-го стрелкового полка 299-й стрелковой дивизии  Орловского военного округа. В том же месяце дивизия передана в 50-ю армию Брянского фронта. Участвовал в Рославльско-Новозыбковской наступательной операции.
В начале октября 1941 года майор И. Я. Кравченко в ходе Орловско-Брянской операции оборонительного этапа битвы за Москву вместе с полком попал в окружение, однако благодаря умелым и решительным действиям смог выйти из окружения, сохранив свой полк и вооружение: в строю было до 5 тысяч человек (среди которых больше половины было присоединившихся в пути и брошенных своими командирами советских бойцов) и 500 единиц обоза. 18 октября участвовал в штурме города Болхова (Орловская область). По выходе из окружения командир 299-й стрелковой дивизии полковник И. Ф. Серёгин, придравшись по мелочам, своим приказом отстранил Кравченко от командования полком, за что Серёгина чуть не расстреляли возмущённые офицеры полка.

### Командир Южного боевого участка города Тулы
В конце октября майор И. Я. Кравченко убыл в Тулу в штаб 50-й армии «на расправу», но дело «спустили на тормозах», по оценке писателя С. Е. Михеенкова, поскольку в штабе 50-й армии «не мыслили категориями зависти и мести за чужой успех.» Командующий 50-й армией генерал А. Н. Ермаков наложил на приказ резолюцию: «В должности оставить, из 299-й дивизии перевести. Поручить формирование сводного полка. Командарм Ермаков».

29 октября 1941 года майор И. Я. Кравченко назначен начальником Южного боевого участка города Тулы. Один из организаторов боев по обороне Тулы.
Войска Южного боевого участка под командованием Кравченко три дня сдерживали удары двух танковых дивизий и одной пехотной бригады на Тулу. В атаках участвовало до 100 немецких танков. По советским данным, за три дня боёв подбито и уничтожено — 38 танков и до 500 солдат и офицеров противника. Советские потери составили 84 убитых, 212 раненых и 3 орудия, а также не боевые потери — 6 танков 32-й танковой бригады, которые без разведки местности пошли в атаку, завязли в заболоченном ручье и в советском противотанковом рву, и были подорваны немцами.
1 ноября 1941 в 16:00 Южный боевой участок расформирован и передан 154-й стрелковой дивизии, а И. Я. Кравченко назначен заместителем командира 154-й стрелковой дивизии (командир — генерал-майор Я. С. Фоканов). Благодаря своевременному применению вышедших из окружения остатков соединений 50-й армии, ключевой стратегический пункт обороны на южных подступах к Москве — город Тулу — удалось удержать, а позднее переломить ход войны в ходе декабрьского контрнаступления советских войск под Москвой После завершения Тульской оборонительной операции И. Я. Кравченко участвовал в Тульской и Калужской наступательных операциях. 

### Дальнейший боевой путь
8 января 1942 года из-за продолжавшихся доносов командира расформированной 299-й стрелковой дивизии полковника Серёгина был снят с должности, и назначен с понижением командиром Тульского рабочего полка.
2 марта Сталин затребовал у непокладистого майора объяснительную по поводу приказа командира 299-й стрелковой дивизии об отстранении его от командования полком, изучил все обстоятельства, и уже 8 марта майор И. Я. Кравченко был назначен командиром 324-й стрелковой дивизии 16-й армии Западного фронта.
В ходе Ржевско-Вяземской наступательной операции дивизия вела тяжёлые бои с беспрерывно контратакующими частями немецкой 211-й пехотной дивизии, стремившимися восстановить утраченное положение. Форсировав реку Жиздра с задачей захватить плацдарм на её южном берегу, части дивизии захватили немецкий опорный пункт Клинцы (Думиничский район Калужской области). Однако вскоре были выбиты оттуда немецкими войсками.
Славу дел боевых 

Навсегда сохранят поколенья. 

Имя воина Кравченко в наших сердцах. 

Он фашистской Финляндии первым прорвал укрепленья. 

Он под Тулой нагнал на немецких захватчиков страх.
Командир дивизии майор И. Я. Кравченко принял решение немедленно восстановить положение, для чего лично проверял готовность подразделений, находясь в боевых порядках. 7 апреля по пути из окопов 1091-го стрелкового полка на позиции одной из батарей 887-го артиллерийского полка в непосредственной близости от противника, майор И. Я. Кравченко был тяжело ранен подорвавшись на мине. Был доставлен в госпиталь. Отказался от наркоза. Умер 8 апреля 1942 года после окончания операции.
Погибшего комдива его товарищи отправили самолётом в Москву. Похороны организовала военная академия им. Фрунзе. Урна с прахом захоронена в закрытом колумбарии Донского кладбища в Москве.
На следующий день, 8 апреля, дивизия отступила от деревни Клинцы, и это место было освобождено летом 1943 года Тульским рабочим полком (766-й стрелковый полк).

## Семья
Жена Ефросинья и две дочери: Любовь и Нина. Жена и дочь Любовь похоронены рядом с Иваном Яковлевичем. Нина Ивановна живёт в Москве.

## Награды и звания
Советские государственные награды и звания:
- Герой Советского Союза (21 марта 1940, медаль «Золотая Звезда» № 373)
- орден Ленина (21 марта 1940)

## Память
За организацию обороны Тулы майор И. Я. Кравченко не был награждён, видимо, кроме снятия ранее наложенного на него взыскания. В послевоенное время участие И. Я. Кравченко в обороне Тулы замалчивалось. В 2011 году тульский краевед А. Н. Лепёхин опубликовал сборник документов «Сражение за Тулу», в котором впервые показал его роль в обороне Тулы и выразил надежду о воздаянии ему заслуженных почестей.

## Оценки и мнения
Старший батальонный комиссар Иван Мартынов, 1942:

Говорят, что Кравченко действовал не по всем правилам военной науки. Командуя ответственнейшим боевым участком, он оказался оторванным от штабов. У него не было телефонной связи. Немцы пыжились из последних сил, пытаясь создать видимость окружения, засылая в тыл ракетчиков и автоматчиков. Кравченко был на командном пункте. Он располагал крайне ограниченным числом связных. По представлениям немецких разведчиков, у начальника боевого участка не было никаких средств борьбы против массированной атаки танков. … На рябоватом, со следами былой оспы, лице Кравченко добродушно-лукавая улыбка. В серых глазах его столько настоящего спокойствия солдата, столько побеждающей уверенности в своих, в наших силах, что видишь: этот бывший батрак, а потом питомец Академии им. Фрунзе — достойный противник «учёного» Гудериана. Нет, он ни на пядь не отступит перед Гудерианом, не дрогнет перед его танками. Не побоится смерти. Он видит, он всем своим существом ощущает грядущую победу. И он точно знает, как добывается победа.

Из журнала боевых действий 324-й стрелковой дивизии, 1942 год:

10 марта генерал-майор Кирюхин был назначен на пост заместителя командующего 16 армии. Дивизию принял ГСС майор Кравченко. Этот замечательный офицер отличался изумительной личной храбростью и завоевал, несмотря на очень короткий срок пребывания в дивизии, всеобщую любовь всего личного состава. Под его командованием дивизия вела тяжёлые бои с беспрерывно атакующими частями 211 пд, стремившимися восстановить утраченное положение.

## Документы
- Наградной лист И. Я. Кравченко с представлением к званию Героя Советского Союза от 17.03.1940. в электронном банке документов «Подвиг народа» (архивные материалы ЦАМО. Ф. 33. Оп. 793756. Д. 24. Л. 138)..
- Донесение о безвозвратных потерях от 21.04.1942. ОБД «Мемориал».
- Доклад начальника Южного боевого участка г. Тулы Героя Советского Союза майора И. Я. Кравченко командующему 50-й армии. Ноябрь 1941.
- Дневник начштаба 766 сп 217 сд старшего лейтенанта В. А. Бенцель (1 сентября — 6 декабря 1941).
- Донесение о безвозвратных потерях войсковых соединений бывшего Юго-Западного фронта от 17 июня 1944 года. ОБД «Мемориал».
- Донесение о безвозвратных потерях по 43-й отдельной стрелковой бригаде за период с 20 марта 1942 года по 1 апреля 1942 года от 18 июня 1942. ОБД «Мемориал».